# Cigánd–tiszakanyári II. Rákóczi Ferenc Tisza-híd
A II. Rákóczi Ferenc közúti Tisza-híd Cigánd és Tiszakanyár között található, Borsod-Abaúj-Zemplén vármegye és Szabolcs-Szatmár-Bereg vármegye határán.
A II. Rákóczi Ferencről elnevezett hidat, 1,5 milliárd forintból készítették el 1993. május 21-től 1994. október 20-ig terjedő időszakban, a régi Polgári Tisza-híd felépítményének felhasználásával. Az ott felszabadult 106+106 méter támaszközű rácsos szerkezet bravúros átszállításával, az addig hazánkban még nem alkalmazott módszerrel építették meg az új Tisza-híd mederszerkezetét, amely az ártéri szerkezetekkel együtt 532 méter hosszú.
A létesítményt 1994. november 19-én adták át ünnepélyesen a forgalomnak. A hídon áthaladó út jelenleg főútnak minősül, 381-es útszámozással, amely, Sátoraljaújhely és Kisvárda között húzódva itt a 38. kilométere közelében jár.

## Története

### Előzmények
A Bodrog és a Tisza folyók közé ékelt terület a Bodrogköz, amelynek közlekedési kapcsolatai igen szegényesek voltak sok időn keresztül. Igazi áttörést és gazdasági fellendülést hozott az 1930-ban megépített Balsai Tisza-híd, a háború során viszont sok folyóhíddal együtt a balsai híd is elpusztult. A közlekedési igények kielégítésére, a Rétköz megközelíthetőségére pontonhidat építettek Dombrád és Cigánd között.
Cigándon 1920 és 1994 között két pontonhíd volt a Tiszán. Az elsőt Tokajból szállították át, majd 1944-ben a magyar csapatok felszedték és elvitték. 1952-ben Budapestről hozták el a Margit híd mellett felállított szerkezet egy részét.
A bodrogközi közúti személy- és teherforgalom a Tiszán át többnyire kompon bonyolódott le. A terület megközelítését az elmúlt évtizedekben tovább hátráltatta a keskeny nyomközű Bodrogközi Gazdasági Kisvasút megszüntetése (1976, 1980), így a közútra további terhek hárultak.
A Cigánd és Dombrád térségébe tervezendő állandó híd körvonalai, az 1980-as évek második felében fogalmazódtak meg, de a közlekedési tárca csak 1991-ben határozta el a megépítését.

### A megvalósítás
1989-ben teljesen átépítették a polgári Tisza-hidat és új, korszerű gerendahidat építettek. A régi, eredetileg 1938–41-ben Mihailich Győző és Folly Róbert tervei szerint megépített Tisza-híd rácsos szerkezete feleslegessé vált.
1992-ben merült fel annak a gondolata, hogy mivel a régi polgári híd felszerkezete kihasználatlanná vált, azonban az acélszerkezet állapota jó, annak újrafelhasználása indokolt lenne.
Az újrahasznosítás lehetőségét az új, cigándi Tisza-híd építése jelentette, ahol a szerkezet egy új pályalemezzel teljes értékű mederhídként alkalmazható. A problémát az jelentette, hogy az eredeti, mintegy 800 tonna tömegű és 212 méter hosszú szerkezetet közúton szállítható részekre bontani, elszállítani a kb. 100 km távolságra fekvő Cigánd térségbe és ott újra összeépíteni gazdaságilag teljesen indokolatlan lett volna.
A megvalósíthatósági tanulmányok kimutatták, hogy a régi polgári Tisza-híd folytatólagos, rácsos felszerkezete, két darabban leszerelhető úgy, hogy csak a középső támasznál kell megbontani, ráadásul vízi úton felúsztatható, s a Cigánd térségében építendő híd két medernyílásaként összeszerelhető.
Az acélszerkezet leemelése, vízi szállítása és összeszerelése volt az építkezés leglátványosabb része. A leszerelést daru nélkül, bárkákra épített állványszerkezettel, ezek között az emelőgerendák függőlegesen történő hidraulikus mozgatásával oldották meg. A hídszerkezetet két részletben a bárkákra helyezték és a Tiszán felvontatták Cigánd határába.

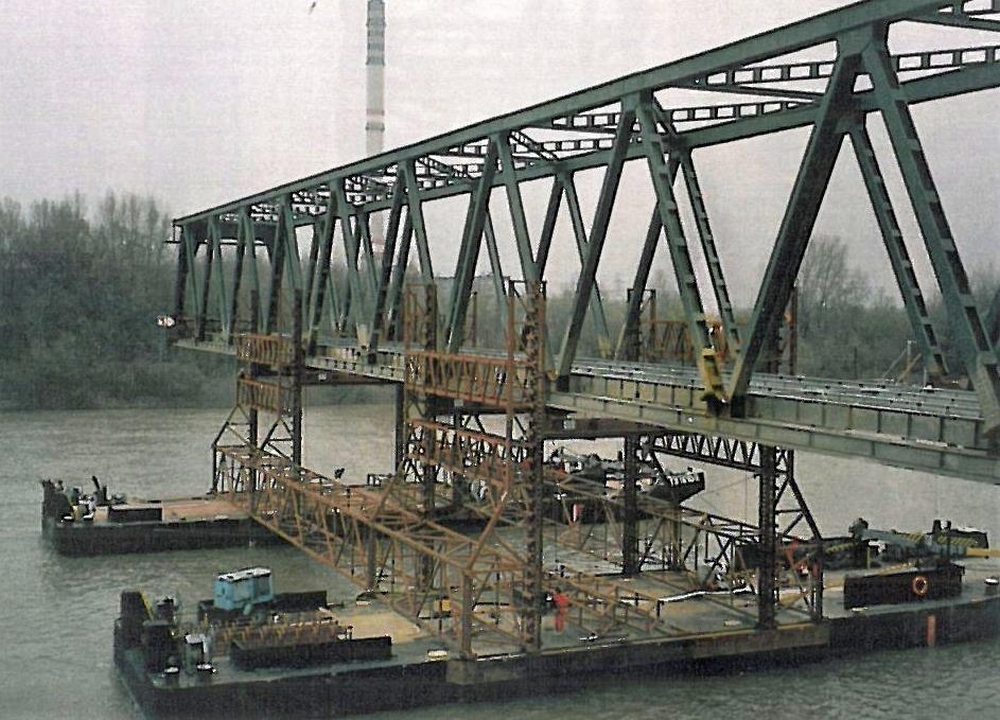
Az úszóegységeken szállított hídszerkezet

A szállítás során komoly nehézséget okozott a tiszalöki duzzasztóművön való áthaladás, mert a két 106,0 m hosszú szerkezet nem fért be a zsilipbe, csak az uszály. A zsilipelés ezért csak olyan vízhozam mellett volt megoldható, amikor a vízküszöb lehetővé tette a szerkezet zsilipkapuk feletti túlnyúlását.
A másik nehézséget a tokaji vasúti és közúti hidak okozták. Itt a szerkezetet – hogy a hidak alatt átférjen – 2 méter mélységben a vízbe kellett meríteni. A hídépítési szakmában ilyen szerelési és szállítási technológia, folyam feletti hídáthelyezés során, korábban nem fordult elő.

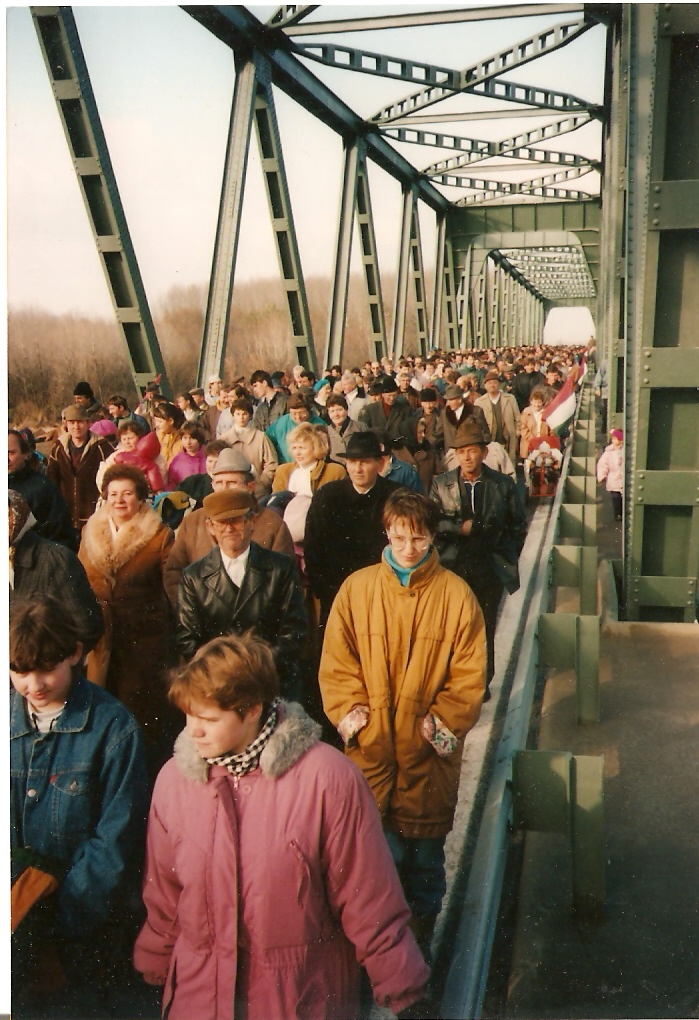
A cigándi Tisza-híd átadása 1994. november 19-én

Említésre érdemes még, hogy itt került sor Magyarországon először, egy folyami híd egy nyílásának egészben történő mozgatására.
A Cigándra megérkezett és a bárkákról a pillérekre helyezett szerkezetet megerősítették és új pályalemezt építettek, így a híd korábbi teherbírásán is lehetett javítani.
Az átszállítással párhuzamosan megépültek az új alépítmények, hídfők és pillérek. A két átszállított acél főnyíláson kívül parti hídrészek is épültek.
A híd hullámtéri felszerkezete ún. szekrény keresztmetszetű, amely a jobb parton (7 x 40 méter nyílású) feszített, monolit vasbeton, amely szakaszos előretolásos technológiával, a bal parton (40 méter nyílású) pedig állványon készült.
Az átmentett mederszerkezeten a kocsipálya szélessége csak 6,50 m, mivel a rácsos főtartók ezt tették lehetővé. Az új építésű ártéri szakaszok szélessége a szabványban előírt értéket követik: 8,50 m.
Ilyen szerelés- és szállítástechnológiával folyó feletti hídépítés, hídáthelyezés különlegességnek számít. A híd átadása óta hasonló elvek szerint épült meg több hidunk is, lényegesen nagyobb tömegeket is mozgatva, azonban ennél a hídnál kivitelezett hosszú és bonyolult szállítási út egyedülálló a magyar hídépítés történetében.